# Boikovți, Veliko Tărnovo
Boikovți (în bulgară Бойковци) este un sat în comuna Elena, regiunea Veliko Tărnovo,  Bulgaria. 

## Demografie
Componența etnică a satului Boikovți
     Bulgari (45,83%)
     Turci (47,91%)
     Nicio identificare (6,25%)
     Altele (0%)
La recensământul din 2011, populația satului Boikovți era de 48 locuitori. Nu există o etnie majoritară, locuitorii fiind turci (47,91%) și bulgari (45,83%). Pentru 6,25% din locuitori nu este cunoscută apartenența etnică.